# Finance solidaire
La finance solidaire est un concept économique qui applique au secteur financier les principes de l'économie sociale et solidaire. Elle fait partie de la finance éthique puisqu'elle applique des règles éthiques aux opérations financières (par exemple les principes de solidarité et de subsidiarité).

## Présentation
La finance solidaire est née dans les années 1980 face au constat que la finance traditionnelle n'a pas toujours soutenu l'économie réelle ou amélioré le niveau de vie des populations. C'est aussi une période de "creux bancaire", avec un accroissement du nombre de personnes et d'entreprises n'ayant pas accès à l'emprunt bancaire. Des initiatives de finance solidaire se sont ainsi développées afin de corriger les impacts négatifs de la finance moderne et de transformer les règles du jeu.
Trois activités principales définissent le rôle des banques : la gestion des moyens de paiement, la collecte des dépôts et l’octroi des crédits. Le banquier est l'accompagnateur de la production. Il fournit les outils et les recherches financières nécessaires à sa mise en œuvre. L'étude historique de la finance solidaire analyse son rôle dans l'accompagnement des évolutions des activités productives en dégageant de nouvelles sources de financement et innovant dans leur procédure d'attribution. Au XIXe siècle, il s'agissait de financer le maintien d'activité productive pré-capitaliste, aujourd'hui, il s'agit d'accompagner le développement de nouvelles formes d'auto-emploi et d'entreprise à vocation sociale. Les organisations de finances solidaires s'adressent aux personnes ayant un projet économique qui rencontrent des difficultés pour accéder au crédit bancaire ou à l'épargne, car elles ne satisfont pas les critères d’octroi de crédit pour le financement de leur activité. 
Il s'agit d'organismes de financement à statuts spécifiques qui fournissent des prêts ou des participations en capital à d'autres structures de l'économie sociale et solidaire (associations, coopératives, etc.), ou encore à des personnes exclues des circuits bancaires et financiers classiques. Elles reçoivent l'épargne de personnes souhaitant que leurs fonds soient placés dans une démarche de solidarité, et acceptant d'en retirer une rémunération un peu moins élevée.

### Formes de finance solidaire
La finance solidaire doit être distinguée de l'investissement socialement responsable (ISR), nettement moins exigeant et quantitativement beaucoup plus développé, qui consiste à sélectionner les entreprises cotées auxquelles on prête son épargne en fonction du respect de critères minimaux de responsabilité sociétale des entreprises. Le concept de finance solidaire serait incomplet si l'on ne précisait pas le caractère solidaire des activités mises en place. La solidarité financière s'exprime concrètement sous plusieurs formes : renoncement à un gain monétaire (renoncement à une partie des intérêts), non-rémunération du capital (crédit gratuit), partage des risques (partage des pertes et des bénéfices ou octroi de crédits des personnes sans patrimoine), financement de personnes en situation d'exclusion ou d'activités solidaires. Ces formes de solidarité s'inscrivent dans différents registres philosophiques.

#### Les activités de finance solidaire
Les finances solidaires se distinguent également du micro-crédit en insistant sur la destination collective et non pas individuelle de l'épargne collectée. La meilleure définition de l'objectif des finances solidaires est qu'elles cherchent à augmenter le capital social de ses destinataires. Le micro-crédit se base sur une notion d'échelle (« micro »), et non de qualité (« solidaire »), et se contente parfois d'être un palliatif individuel à l'exclusion du système bancaire traditionnel. L’activité des finances solidaires est l’intermédiation financière et sociale : d'une part, la collecte de l'épargne et le financement du projet économique et, d'autre part, l’accompagnement social des personnes. À ce titre, la finance solidaire est une réponse alternative ou complémentaire au financement bancaire.
Une des caractéristiques de la finance solidaire réside dans son double métier : la médiation financière et la médiation sociale. Celle-ci s’opère par la mise en place d'activités d'accompagnement en amont ou en aval de la création d'entreprise. L'accompagnement proposé par les organismes de finance solidaire prend plusieurs formes : rendez-vous individualisé, formation collective, visite sur site (domicile, futur lieu d'implantation), organisation de clubs d'entrepreneurs, bourse aux projets…

## Organisation de l'activité
Les activités couvertes par les organismes de finance solidaire sont : l'octroi de prêts, la prise de participation, et autres investissements en fonds propres ou quasi-fonds propres, la collecte, l'épargne et la garantie. À noter que les activités de crédits sont des activités réglementées et soumises au monopole bancaire. De ce fait, les activités de la finance solidaire sont fortement limitées dans leur ampleur : les montants sont plus faibles que les établissements de crédit, l'objet du crédit est limité à l'activité économique et le financeur ne peut prêter que son capital disponible. Dans ce contexte, deux outils de prêt sont utilisés principalement : le microcrédit et le prêt d'honneur.

### Les acteurs
La finance solidaire est composée de plusieurs acteurs.

#### Les clubs d'investisseurs solidaires
Ils mobilisent l’épargne des particuliers afin de constituer un capital collectif, qui est ensuite investi soit sous forme de participation au capital d'entreprise, soit en accordant des prêts dans le cadre de projets d'activités. Il y a une relation directe entre les épargnants et les emprunteurs. On peut prendre l'exemple du Club d'investisseurs pour une gestion alternative et locale de l'épargne solidaire (CIGALES) qui affecte des investissements de proximité dans des sociétés ou dans des associations qui respectent les dimensions sociales, culturelles, écologiques.

#### Les sociétés financières solidaires
Il existe les sociétés de capital-risque : elles fonctionnent un peu comme les clubs d'investisseurs solidaires, mais à plus grande échelle. Leur activité est d'investir en fonds propres ou quasi-propres dans des entreprises en création, en développement ou qui viennent d’être reprises, grâce à une collecte d'épargne locale sous forme de parts sociales. Certaines sont présentes au niveau national, comme Garrigue, tandis que d'autres sont actives sur un territoire donné, comme Herrikoa dans le Pays-Basque, ou IéS (Initiatives pour une économie Solidaire) en Occitanie.
Les sociétés financières de prêt solidaire collectent l'épargne des particuliers grâce à des livrets d'épargne et la vente de parts sociales, puis elles placent ce capital sous forme de prêts à des projets présentant une utilité sociale marquée (critères environnementaux, d'utilité sociale, etc). Par exemple, La Nef est une des importantes coopératives financières finançant des projets à forte utilité sociale sur le territoire français.

#### Les structures de microcrédit
Les structures associatives de microcrédit : associations qui distribuent des prêts de faibles montants à des personnes en difficulté économique, qui proviennent de leurs fonds propres, mais aussi de fonds privés et publics. On trouve par exemple l'Association pour le droit à l'initiative économique (Adie), ou encore Initiative France.

#### Les sociétés de garantie solidaire
Créées grâce à un partenariat entre les collectivités, entreprises, et banques locales, pour couvrir une partie des emprunts bancaires.